# Noisy-le-Grand
Noisy-le-Grand település Franciaországban, Seine-Saint-Denis megyében. Lakosainak száma 71 632 fő (2022. január 1.). Noisy-le-Grand Neuilly-sur-Marne, Le Plessis-Trévise, Champs-sur-Marne, Émerainville, Pontault-Combault, Gournay-sur-Marne, Neuilly-Plaisance, Bry-sur-Marne és Villiers-sur-Marne községekkel határos.

## Népesség
A település népességének változása:
| Lakosok száma | 62 834 | 66 213 | 67 086 | 68 183 | 68 126 | 67 871 | 68 930 | 70 374 | 71 632 |
|               | 2013   | 2015   | 2016   | 2017   | 2018   | 2019   | 2020   | 2021   | 2022   |